# 斯坦尼斯拉夫市镇
斯坦尼斯拉夫乡级市镇（烏克蘭語：Станіславська сільська громада），是乌克兰赫尔松州赫尔松区的一个市镇，行政中心为斯坦尼斯拉夫。市镇面积为226.58平方公里，人口数量为7,740 人（2017年）。

## 聚居点
该市镇包括4个村庄：
- 亚历山德里夫卡
- 索菲伊夫卡
- 斯坦尼斯拉夫
- 什羅卡巴爾卡